# Plautilla Nelli
Sœur Plautilla Nelli (1524–1588) est une artiste religieuse catholique, connue pour être la première femme peintre de la Renaissance italienne, originaire de Florence (dans ce qui est de nos jours l'Italie). Sœur dominicaine du couvent Sainte-Catherine-de-Sienne (it) situé sur la Piazza San Marco à Florence (jusqu'en 1808), elle fut influencée par les enseignements de Savonarole et l'œuvre de Fra Bartolomeo.

## Biographie

### Enfance, famille et entrée au couvent
Pulisena Margherita Nelli est née en 1523 ou 1524 dans une riche famille florentine. Son père, Piero di Luca Nelli, était marchand et ses ancêtres originaires du Mugello en Toscane comme les Médicis. En 1537, à 14 ans, elle entre dans le couvent des dominicaines de Sainte-Catherine, à Florence, et prend le nom de Sœur Plautilla. Sa sœur, religieuse également, nommée Costanza (Sœur Petronilla) écrit une vie de Savonarole.

### Peintre et reconnaissance
Sœur Plautilla Nelli était appréciée de nombreux mécènes et exécuta toiles et miniatures. Son œuvre la plus imposante est une Cène de 7 mètres de long, la seule du type peinte par une femme de la Renaissance. Cette œuvre, nommée Dernier Repas du Christ, est aujourd'hui conservée au musée de Santa Maria Novella à Florence.
Le peintre et historien de l'art Giorgio Vasari écrit à son sujet dans Les Vies des meilleurs peintres, sculpteurs et architectes.

### Mort
Sœur Plautilla Nelli meurt le 7 mai 1588.

## Œuvres

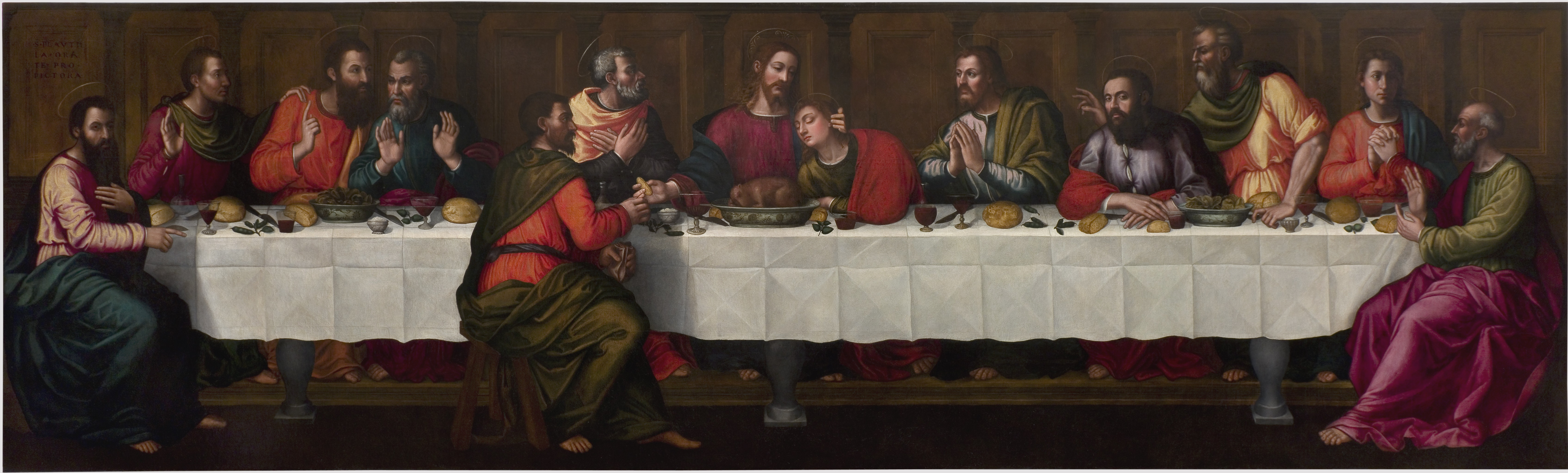
La Cène.

Œuvres attribuées
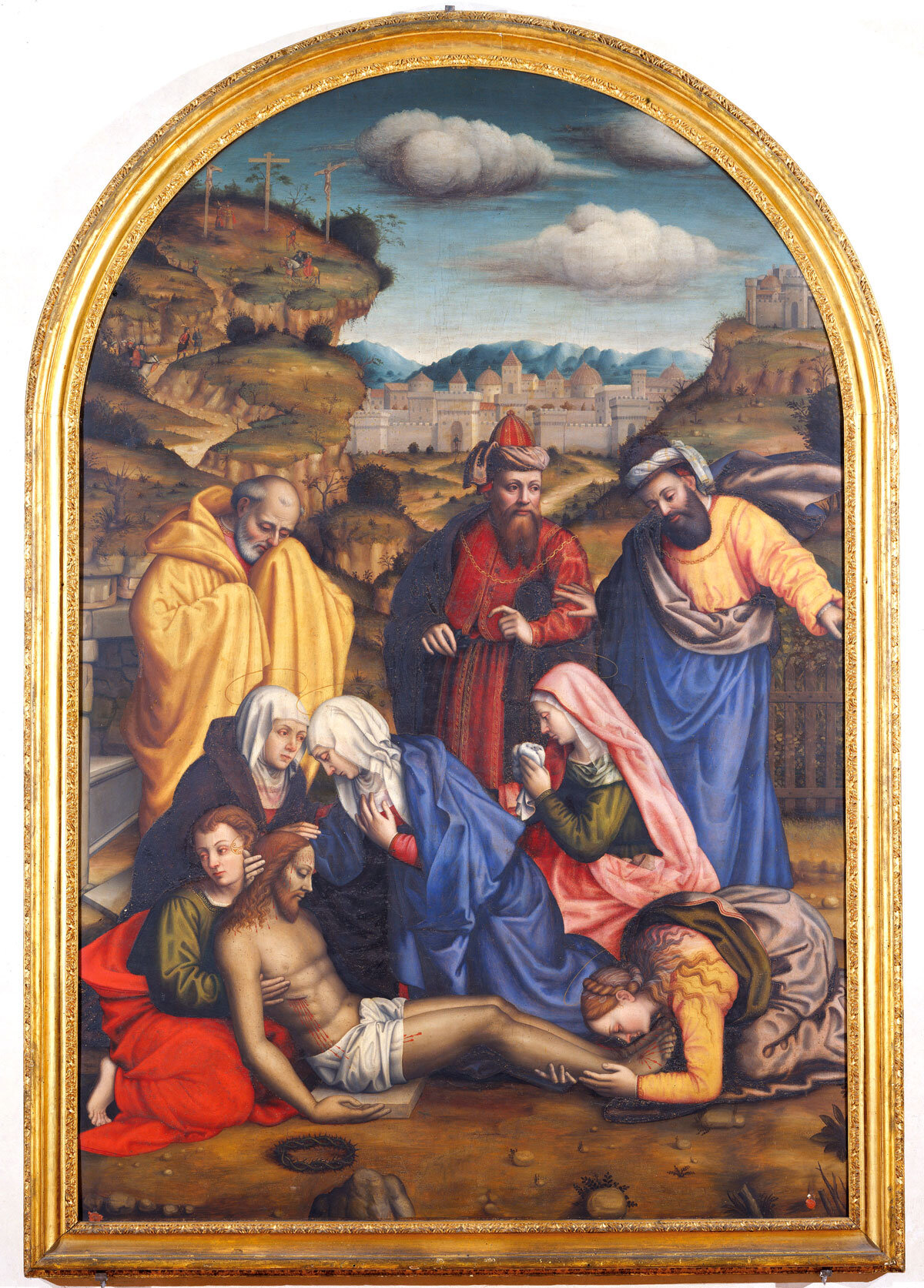
Lamentation avec des saints.
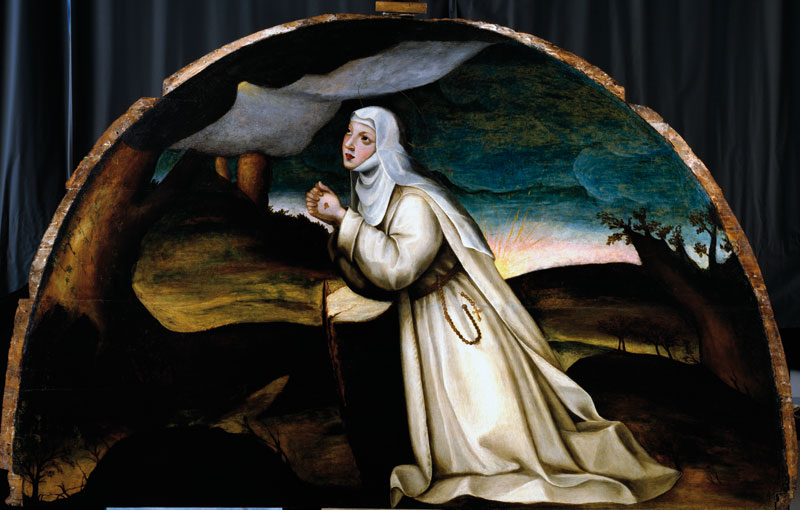
Vision du Christ de sainte Catherine (avec son atelier).
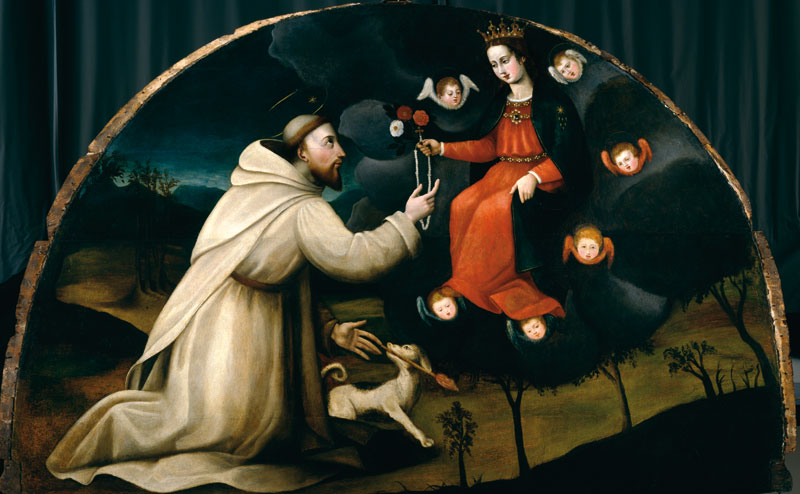
Saint Dominique reçoit le rosaire (avec son atelier).
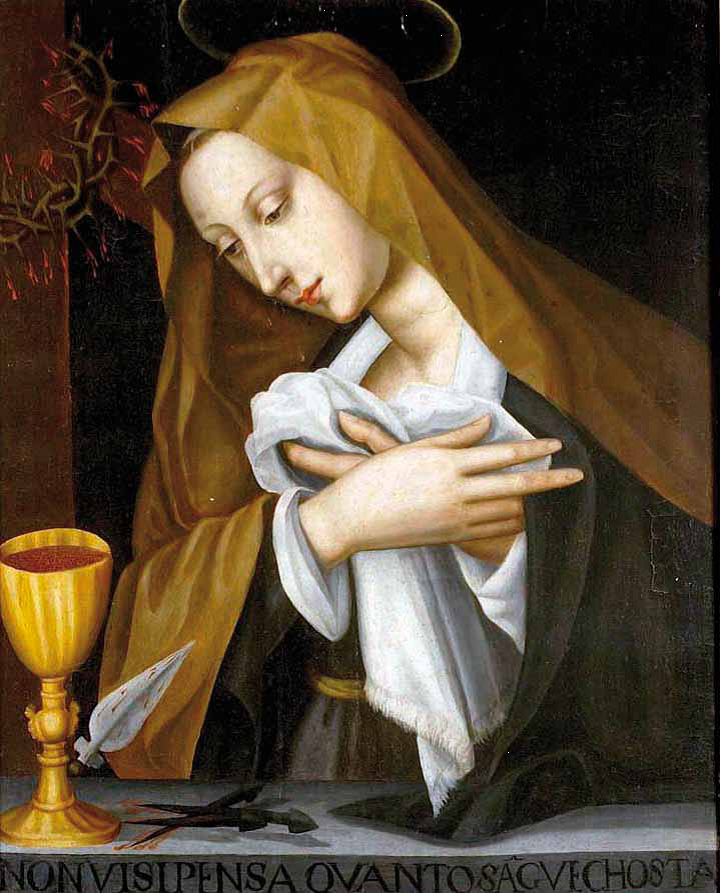
Vierge affligée.

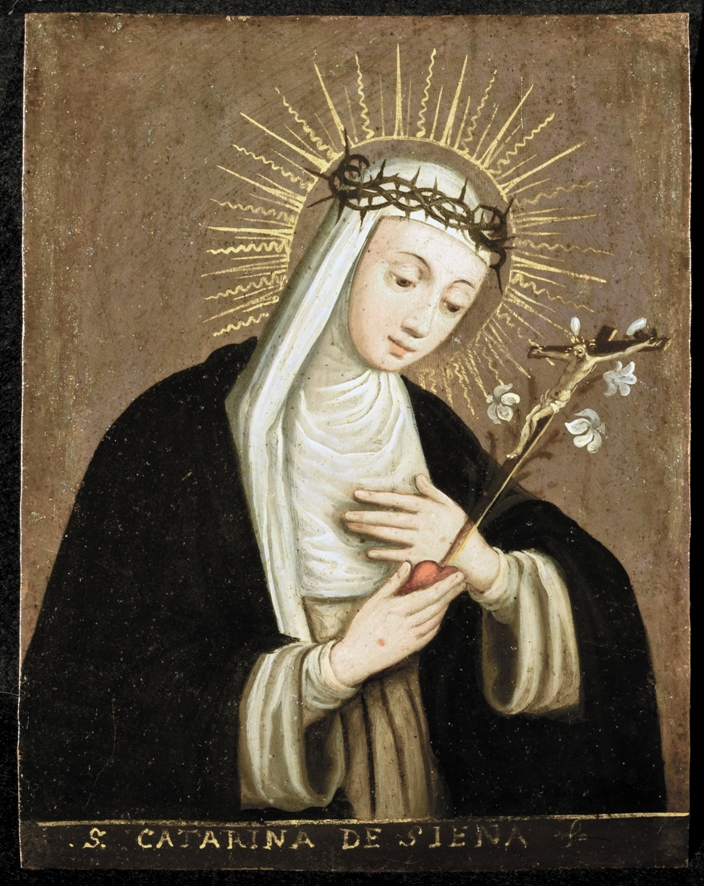
Sainte Catherine.
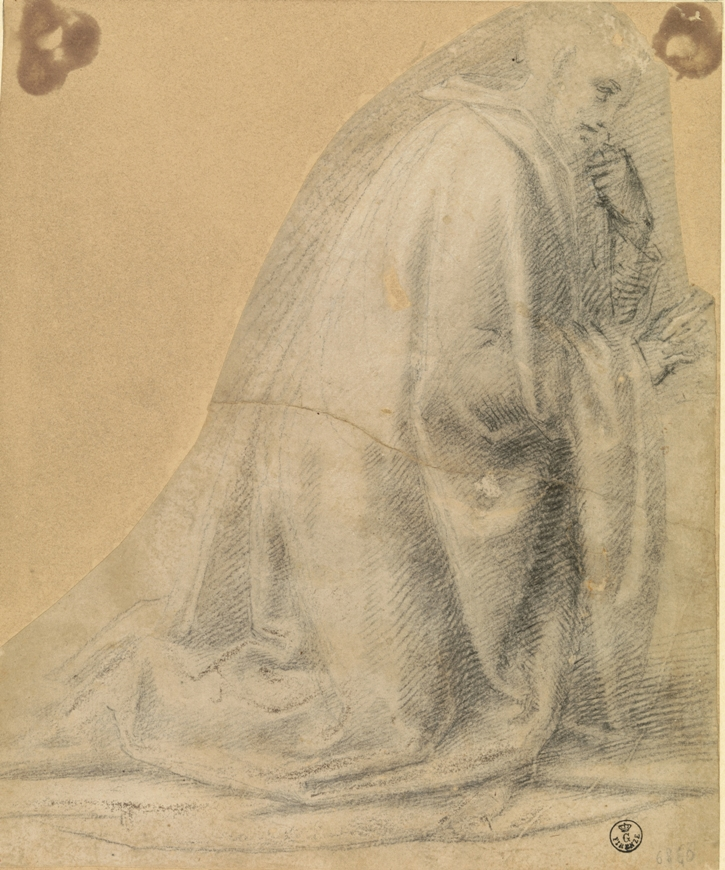
Portrait d'homme.
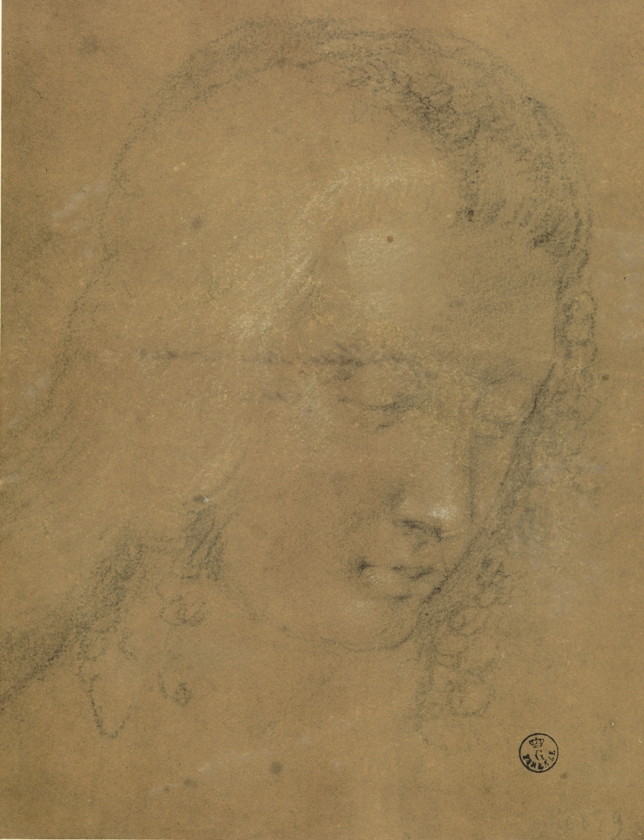
Tête de jeune homme.
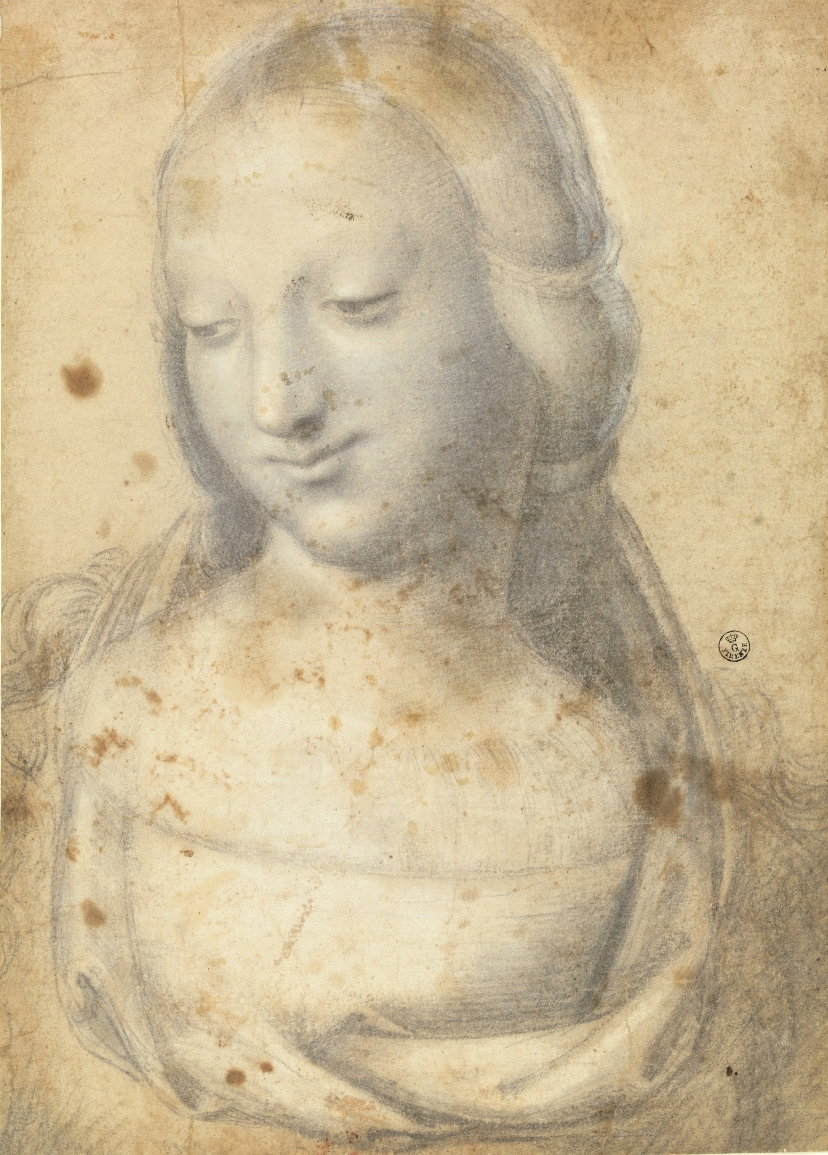
Buste de jeune femme.

- La Cène.

## Sources
- (en) Cet article est partiellement ou en totalité issu de l’article de Wikipédia en anglais intitulé « Plautilla Nelli » (voir la liste des auteurs).

1. ↑  (en-US) Katharine Q. Seelye, « Jane Fortune, Champion of Florence’s Female Artists, Dies at 76 », The New York Times,‎ 2 octobre 2018 (ISSN 0362-4331, lire en ligne, consulté le 11 septembre 2020)
2. 1 2  Bibliothèque nationale de France, « Plautilla Nelli (1523-1588) », sur data.bnf.fr (consulté le 7 juin 2021)
3. ↑  Nick Squirez, « Les femmes peintres oubliées de la Renaissance », Courrier International, no 1474,‎ 31 janvier 2019, traduction d'un article paru en anglais dans The Daily Telegraph le 30 décembre 2018.
4. ↑  Bibliothèque nationale de France, « Femmes artistes », sur BnF - Site institutionnel (consulté le 7 juin 2021).